# Айколь
Айколь (каз. Айкөл) — упразднённое село в Сайрамском районе Туркестанской области Казахстана. В 2014 году включено в состав города Шымкент и исключено из учетных данных. Входило в состав Бадамского сельского округа. Код КАТО — 515239200.

## Население
В 1999 году население села составляло 327 человек (168 мужчин и 159 женщин). По данным переписи 2009 года, в селе проживало 239 человек (113 мужчин и 126 женщин).